# I Miss You / The Future
Pour les articles homonymes, voir I Miss You.
Singles de °C-ute
The Power / Kanashiki Heaven
(2014) The Middle Management (...)
(2015)
I Miss You / The Future (titré : I miss you / THE FUTURE) est le 26e single "major" (et 32e single au total) du groupe Cute.

## Présentation
Le single, écrit, composé et produit par Tsunku, sort le 19 novembre 2014 au Japon sur le label zetima, quatre mois après le précédent single du groupe, The Power / Kanashiki Heaven. Il atteint la 4e place du classement des ventes hebdomadaire de l'oricon.
Comme le précédent, c'est un single "double face A", le cinquième du groupe, contenant deux chansons principales (I Miss You et The Future) et leurs versions instrumentales. Il sort en deux éditions régulières notées "A" et "B", avec des pochettes différentes et une carte de collection incluse (sur six possibles pour chaque édition de ce single, représentant une des membres ou le groupe, en costume du clip de I Miss You dans l'édition "A" ou en costume du clip de The Future dans l'édition "B"). Il sort aussi en quatre éditions limitées notées "A", "B", "C", et "D" avec des pochettes différentes et un DVD différent en supplément.
L'ordre des titres est inversé sur la moitié des éditions : les éditions régulière "A" et limitées "A" et "C" débutent par I Miss You (dont le titre est écrit de façon prohéminente sur leurs couvertures) avec des DVD consacrés à cette chanson, tandis que les éditions régulière "B" et limitées "B" et "D" débutent par The Future (dont le titre est de même écrit de façon prohéminente sur leurs couvertures) avec des DVD consacrés à cette chanson.
Les deux chansons figureront sur le prochain album du groupe, Cmaj9 qui sortira un an plus tard.

## Formation
Membres du groupe créditées sur le single :
- Maimi Yajima
- Saki Nakajima
- Airi Suzuki
- Chisato Okai
- Mai Hagiwara

## Liste des titres
CD de l'édition régulière A
1. I Miss You (I miss you) (03:25)
2. The Future (THE FUTURE) (03:24)
3. I Miss You (Instrumental) (03:25)
4. The Future (Instrumental) (03:25)

CD de l'édition régulière B
1. The Future (THE FUTURE) (03:24)
2. I Miss You (I miss you) (03:25)
3. The Future (Instrumental) (03:25)
4. I Miss You (Instrumental) (03:25)

CD des éditions limitées A et C
1. I Miss You (I miss you) (03:25)
2. The Future (THE FUTURE) (03:24)
3. I Miss You (Instrumental) (03:25)
4. The Future (Instrumental) (03:25)

DVD de l'édition limitée A
1. I Miss You (Music Video)

DVD de l'édition limitée C
1. I Miss You (Dance Shot Ver.)
2. I Miss You (Making-Eizô) (メイキング映像)

CD des éditions limitées B et D
1. The Future (THE FUTURE) (03:24)
2. I Miss You (I miss you) (03:25)
3. The Future (Instrumental) (03:25)
4. I Miss You (Instrumental) (03:25)

DVD de l'édition limitée B
1. The Future (Music Video)

DVD de l'édition limitée D
1. The Future (Dance Shot Ver.)
2. The Future (Making-Eizô) (メイキング映像)